# Hippopleurifera porosa
Hippopleurifera porosa is een mosdiertjessoort uit de familie van de Romancheinidae. De wetenschappelijke naam van de soort is, als Hippomenella porosa, voor het eerst geldig gepubliceerd in 1929 door Ferdinand Canu en Ray Smith Bassler.